# Orquesta Barroca de Sevilla
La Orquesta Barroca de Sevilla (OBS), con sus casi 28 años de trayectoria, se sitúa en el primer nivel de las agrupaciones españolas que se dedican a la interpretación de la música antigua con criterios historicistas. Fue creada en 1995 por Barry Sargent y Ventura Rico, y desde 2001 su director artístico es Pedro Gandía Martín. Entre las instituciones que sostienen a la entidad destacan el Ministerio de Cultura, la Junta de Andalucía, el Ayuntamiento de Sevilla, la Universidad de Sevilla, el English Language Institute (ELI) y la Fundación José Manuel Lara. En 2011 recibió el Premio Nacional de Música en su modalidad de  Interpretación, concedido por el Ministerio de Cultura de España.
Su versatilidad interpretativa y su interés por la recuperación del patrimonio musical han determinado que a sus programas se incorporen tanto las grandes obras del repertorio universal como aquellas que, por su calidad musical intrínseca y/o por su valor musicológico, son merecedoras de un conocimiento generalizado por parte de los públicos.

## Actividad
Entre las figuras internacionales que se han puesto al frente de la orquesta, algunas de talla mítica, podemos destacar a Gustav Leonhardt, Christophe Coin, Sigiswald Kuijken, Jordi Savall, Christophe Rousset, Rinaldo Alessandrini, Monica Huggett, Harry Christophers, Andreas Spering, Alfredo Bernardini, Diego Fasolis, Juanjo Mena, Eduardo López Banzo, Pablo Valetti, Fabio Bonizzoni, Enrico Onofri, Andoni Mercero, Maxim Emelyanychev, Hiro Kurosaki, Dmitry Sinkovsky, Riccardo Minasi e Ivor Bolton. Además de la intensa actividad que desarrolla en Sevilla a través de su Temporada de Conciertos, se presenta en los más importantes escenarios españoles (Auditorio Nacional, Teatro Real, Teatro Arriaga, Teatro de la Maestranza…) y europeos (Thüringer Bachwochen y Brühler Haydn Festival en Alemania; Festival ‘Musiques des Lumières’ de Sorèze, Salle Gaveau de París y Festival Baroque de Pontoise en Francia, y otros en Italia, Suiza…, por citar algunos).

## Discografía y premios
Tras haber grabado para sellos discográficos como Harmonia Mundi, Lindoro y Almaviva, la Orquesta Barroca de Sevilla creó el suyo propio: OBS-Prometeo. Ha recibido distinciones como el Editor’s Choice de la revista Gramophone, Excepcional de Scherzo, Ritmo Parade, Recomendable de Cd Compact y AudioClásica, 5 estrellas Goldberg, Melómano de Oro… Las últimas referencias de este sello son: La música en la catedral de Sevilla, bajo la dirección de Enrico Onofri, y Adonde infiel dragón, con Vanni Moretto. A finales de 2018 ha publicado con el sello Passacaille la grabación íntegra en CD/DVD de los Conciertos para violonchelo y orquesta de C. Ph. E. Bach, con Christophe Coin, y en 2019 Trauermusik. Haydn in Sevilla, un trabajo de recuperación de patrimonio musical andaluz junto a Enrico Onofri y Julia Doyle. En la primavera de 2020 el sello IBS Classical ha publicado el álbum Cello concertos, en el que Asier Polo es solista en cuatro obras concertantes de Vivaldi, Boccherini y Haydn. 

## Otras distinciones
La institución ha sido galardonada con el Premio Manuel de Falla que concede la Consejería de Cultura de la Junta de Andalucía, con el Premio Sevillanos en la Onda, de la emisora Onda Cero y con el Premio Nacional de Música de España en 2011, donde el jurado destacó:

... su continuado trabajo en defensa de un repertorio vocal e instrumental especializado, en colaboración con grandes figuras internacionales de la música antigua; por su labor en favor de la investigación y recuperación del patrimonio histórico musical y de la formación de jóvenes intérpretes en este ámbito de la música, empeños que se reflejan en la calidad de su actividad de conciertos y sus últimos proyectos discográficos.

Asimismo, en 2012 le fue otorgada la Medalla de la Ciudad de Sevilla.